# Ofiara Abrahama (obraz Federika Benkovicia)
Ofiara Abrahama (chorw. Abraham žrtvuje Izaka) – obraz chorwackiego malarza barokowego Federika Benkovicia, tworzącego we Włoszech. 

## Geneza
Temat obrazu został zaczerpnięty ze Starego Testamentu z Księgi Rodzaju (XXII,1,9). Historia opowiada o Abrahamie i poddaniu go próbie wiary przez Boga. Wszechmocny nakazał Abrahamowi złożyć w ofierze swego syna. W ostatniej chwili Bóg posłał anioła, by powstrzymał śmiercionośne cięcie. Zamiast Izaaka Abraham złożył w ofierze baranka, którego wskazał Pan: 

A gdy przyszli na to miejsce, które Bóg wskazał, Abraham zbudował tam ołtarz, ułożył na nim drwa i związawszy syna swego Izaaka położył go na tych drwach na ołtarzu. Potem Abraham sięgnął ręką po nóż, aby zabić swego syna. Ale wtedy Anioł Pański zawołał na niego z nieba i rzekł: "Abrahamie, Abrahamie!" A on rzekł: "Oto jestem". Anioł powiedział mu: "Nie podnoś ręki na chłopca i nie czyń mu nic złego! Teraz poznałem, że boisz się Boga, bo nie odmówiłeś Mi nawet twego jedynego syna (Rdz 22:9-12)

## Opis obrazu i proweniencja
Benković przedstawia scenę ofiary Abrahama w tradycyjny sposób, zachowując ikonograficzne schematy. Patriarcha ukazany został w momencie podnoszenia noża w celu zabicia Izaaka. W tej samej chwili interweniuje Anioł i powstrzymuje Abrahama. Obraz został namalowany dla księcia-biskupa Bambergu i arcybiskupa Moguncji Lothara Franza von Schönborna i stanowił część cyklu czterech obrazów wykonanych dla jego galerii w Pałacu Weißenstein w Pommersfelden. Trzema pozostałymi pracami były: Apollo i Marcia, Hagar i Ismael oraz Ofiarowanie Ifigenii. Jeszcze na początku XIX wieku obraz był przypisywany Giovanniemu Piazzetcie. W 1936 roku obraz został zakupiony na aukcji w Londynie i trafił do Galerii Starych Mistrzów im. Strossmayera w Zagrzebiu (nr inw. SG-3), gdzie dokonano prawidłowej atrybucji.